# Trisomie 9
Eine Trisomie 9, also eine Verdreifachung von Erbmaterial des 9. Chromosoms auf der Grundlage einer Genommutation, kommt vergleichsweise selten vor, meist in der Mosaik-Form oder als Partielle Trisomie 9 p (= Rethoré-Syndrom) in der Translokations-Form. Die Freie Trisomie 9, bei der in allen Zellen das Chromosom 9 verdreifacht vorliegt, führt in der Regel im ersten Drittel der Schwangerschaft zu einer spontanen Fehlgeburt.
Die Erstbeschreibung im Jahr 1973 geht auf Feingold und Atkins zurück.

## Mosaik-Trisomie 9
Bei der Mosaik-Trisomie 9 ist nicht in allen Körperzellen das Chromosom 9 dreifach (trisom) statt zweifach (disom) vorhanden, sondern es existiert auch eine Zelllinie mit dem üblichen Chromosomensatz. Das parallele Vorliegen mehrerer Karyotypen innerhalb eines Organismus wird in der Genetik als Mosaik bezeichnet. Der Karyotyp der Mosaik-Trisomie 9 lautet daher 46,XX/47XX+9 bzw. 46,XY/47XY+9.

## Partielle Trisomie 9p / Rethoré-Syndrom
Diese chromosomale Besonderheit liegt meist als Translokations-Form vor und ist sehr selten. Seit der Erstbeschreibung des Syndroms im Jahre 1970 durch die französische Genetikerin Marie-Odile Rethoré sind über 100 Fallbeispiele bekannt. Es gibt offenbar eine familiäre Häufung, sofern bei einem der Elternteile eine sogenannte Balancierte Translokation des entsprechenden Chromosomenabschnitts vorliegt:
Eine Balancierte Translokation entsteht dadurch, dass sich ein ganzes Chromosom oder ein Teilabschnitt an ein anderes Chromosom anlagert. Dadurch wird jedoch die Menge des Erbmaterials nicht verändert. Die genetischen Informationen sind somit trotz der veränderten Position im Gleichgewicht, also balanciert.
Bei Menschen mit dem Rethoré-Syndrom liegt eine partielle (= teilweise, anteilige) Verdreifachung des Chromosoms 9 vor: Hierbei besteht nur eine Trisomie des kurzen Arms des 9. Chromosoms (9pter-q1), meist in Verbindung mit einer Translokation des entsprechenden Chromosomenabschnittes auf ein anderes Chromosom.
Die Partielle Trisomie 9 (mit oder ohne Translokation) lässt sich vorgeburtlich (pränatal) durch eine Amniozentese oder eine Chorionzottenbiopsie bzw. durch die sich diesen Untersuchungen anschließende Chromosomenanalyse mit spezieller Locus-Sonde oder nachgeburtlich (postnatal) durch die Untersuchung des Blutes des betreffenden Kindes nachweisen, wobei in den meisten Fällen die Kinder bereits während der Schwangerschaft (in der Regel in sehr frühen Stadien) sterben und die Schwangerschaft mit einer oft unbemerkten Fehlgeburt endet.

## Symptome
Das Vorliegen von zusätzlichem Erbmaterial aufgrund einer partiellen Trisomie 9 p führt bei Menschen mit dem Rethoré-Syndrom zu verschiedenen Symptomen, wobei bei einem Menschen in der Regel nicht alle Merkmale bzw. nicht alle Merkmale in gleich starker Ausprägung vorhanden sind. Einige der körperlichen Besonderheiten können bereits bei Ultraschalluntersuchungen im Rahmen von Pränataldiagnostik erkannt werden. Zu den häufigsten Besonderheiten zählen:
- Herzfehler
- White spots (Golfballphänomen im Herz)
- Verzögerung der motorischen Entwicklung
- Verzögerung der Knochenreifung
- Minderwuchs (unterdurchschnittliches Längenwachstum)
- Mikrocephalie (ein vergleichsweise kleiner Kopf) mit senkrechter Überentwicklung (Skaphocephalus / Langschädel), dabei trotzdem ein recht breiter Kopf
- Kleinhirnfehlbildungen
- Erweiterung der Hirnventrikel
- Dandy-Walker-Fehlbildung
- ein vergleichsweise kleiner Augenabstand (Hypotelorismus) und vergleichsweise kleine Augen (Mikrophthalmie)
- hohe, gewölbte Stirn
- kurze, breite Nase
- tief ansetzende, manchmal verformte (dysplastische) Ohren
- kleine sichelförmige Hautfalte an den inneren Augenwinkeln (Epikanthus medialis)
- Einstülpung der Augenlidränder
- nach außen abfallende Lidachsen (die äußeren Lidwinkel liegen tiefer als die inneren Lidwinkel)
- Einsinken des Augapfels in die Augenhöhle mit vermindertem Sehvermögen (Enophthalamie / Nanophthalmus)
- mandibuläre Retrognathie = Rückverlagerung des Unterkiefers
- Lippen-Kiefer-Gaumen-Spalte
- Neuralrohrfehlbildung
- Besonderheiten der Nägel (z. B. komplette Weißfärbung von Nägeln infolge einer Lufteinlagerung, kann auch vorkommen als stecknadelkopfgroße Flecken, halbmondförmige Querstreifen oder wechselnd breiten Querstreifen)
- besondere Stellung der Finger und/oder Füße (gebeugt / in Flexionsstellung)
- Fehlbildungen im Bereich des Urogenitaltraktes (dazu zählen alle Organe, die der Bildung und Ausscheidung von Urin oder der geschlechtlichen Fortpflanzung dienen, also z. B. die inneren und äußeren Geschlechtsorgane, die Nieren usw. / bei Jungen mit Trisomie 9 z. B. häufig Zurückbleiben einer oder beider Hoden in der Bauchhöhle oder im Leistenkanal / Kryptorchismus)
- Zwerchfellhernie (Zwerchfelldurchbruch)
- Kalkablagerungen in der Leber
- einzelne Nabelschnurarterie (singuläre Umbilikalarterie)
- meist schwere kognitive Behinderung

Keines dieser Symptome ist jedoch aussagekräftig genug für eine eindeutige Diagnose, auch dann nicht, wenn einige der Besonderheiten in Kombination miteinander auftreten.

## Diagnose
Eine Diagnose ist bis heute ausschließlich durch eine Untersuchung der Chromosomen selbst möglich. Vorgeburtlich stehen als Methoden insbesondere die Amniozentese oder die Chorionzottenbiopsie zur Verfügung bzw. die sich diesen Verfahren anschließende Chromosomenanalyse.
Als Differentialdiagnose kommen das Pätau-Syndrom (Trisomie 13), das Edwards-Syndrom (Trisomie 18), das Wolf-Hirschhorn-Syndrom sowie die Triploidie in Frage.

## Prognose und Therapie
Keine Form der Trisomie 9 ist ursächlich heilbar. Eine Therapie ist darum nur insofern möglich, als sich bestimmte Symptome durch medizinisch-therapeutische Methoden verringern bzw. ausgleichen lassen. Bislang versterben viele Kinder mit Trisomie 9 bereits im Verlauf der Schwangerschaft oder vergleichsweise kurze Zeit nach der Geburt. Bei länger lebenden Kindern lässt sich in der Regel eine Mosaik-Trisomie 9 finden und abhängig vom Anteil disomer Zellen ist die Prognose oft günstiger, wobei es hier auch darauf ankommt, welche körperlichen Besonderheiten in welcher Ausprägungen vorliegen und wie sie behandelbar sind oder wie sie behandelt werden. Die kognitiven Beeinträchtigungen werden allgemein als schwer eingestuft.